# PIANO
《PIANO》是日本原創動畫作品。2002年11月至2003年1月其間在Kids Station電視台播出。同時亦是第6屆日本新媒體動漫藝術節動畫部門審查委員會推薦作品之一。

## 劇情
故事主角野村美雨是中學二年級生，從小便學習鋼琴，但性格內向與缺乏自信。而她的好友松原優希則與美雨相反，性格活潑。兩人經歷開心、傷心的事。
此動畫主要描述家族、親友、戀人之間的情景，以及美雨經歷成長的作品。

### 角色
野村美雨（ Nomura Miu）：內向的中學2年級生。從小學習鋼琴。但經常回避鋼琴的話題。喜歡著高橋前輩，但因內向的性格而不敢告白。
松原優希（ Matsubara Yuki）：美雨的好友，與美雨不同的活潑性格。
高橋一也（ Takahashi Kazuya）：中學3年級生。正在為選高中而煩惱著。將來的夢想是成為電影導演。
白川先生（ Shirakawa Sensei）：美雨的鋼琴導師。
野村誠司（ Nomura Seiji）：美雨之父親。經常忙於工作，偶爾忘記和家人的約定，但是個經常為家庭著想的人。
野村瞳（ Nomura hitomi）：美雨之母親。認為女兒是最好的。
野村曉子（ Nomura akiko）：美雨之姐姐。是海外導遊，經常因工作關係而常不在家。

## 製作

### 製作人員
本作是安利美特和渡邊麻實一同合作的作品。並由須藤典彥導演，渡邊麻實編寫劇本。角色設計則由藤岛康介負責，動畫角色與總作畫指導由池田裕治負責。美術指導由東潤一負責，色彩指導由片山由美子片山由美子負責。音樂監督為渡邊淳。

### 音樂
動畫片頭曲為「… to you」，由川澄綾子作曲，神津裕之編曲，鋼琴演奏。片尾曲為「ココロの音」，由上田綠作詞，上野洋子作曲、編曲與演唱。插入曲有兩首，分別是由藤重政孝作詞與演唱，西岡和哉作曲與編曲並於第4、5話播放的「SEASON」，以及由只野菜摘作詞，西岡和哉作曲與編曲，大輪美幸演唱並於第4話播放的「Blue Blue」。

## 播放
作品於2002年11月開始於Kids Station電視台中播出，並於2003年1月完結，共有10話。

### 各話列表
| 集數   | 日文標題                            | 劇本       | 分鏡     | 演出     | 作畫監督   | 播放日期        |
| ------ | ----------------------------------- | ---------- | -------- | -------- | ---------- | --------------- |
| 第1話  | 感情を込めて〜con sentimento〜      | 渡邊麻實   | 須藤典彥 | 須藤典彥 | 池田裕治   | 2002年 11月11日 |
| 第2話  | やわらかみを持って〜con tenerezza〜 | 渡邊麻實   | 誌村宏明 | 誌村宏明 | 小山和廣   | 11月18日        |
| 第3話  | はつらつと勢いよく〜con spirito〜   | 渡邊麻實   | 須藤典彥 | 木宮茂   | 三浦貴博   | 11月25日        |
| 第4話  | 快活に〜con allegrezza〜            | 渡邊麻實   | 誌村宏明 | 誌村宏明 | 小山和廣   | 12月2日         |
| 第5話  | 心をゆらして〜con passione〜        | 金月龍之介 | 須藤典彥 | 岡崎幸男 | 三浦貴博   | 12月9日         |
| 第6話  | 生き生きと〜con brio〜              | 渡邊麻實   | 中川聰   | 近橋伸隆 | 牛島勇二   | 12月16日        |
| 第7話  | 心を込めて大胆に〜con bravura〜     | 金月龍之介 | 須藤典彥 | 江上潔   | 古池敏也   | 12月23日        |
| 第8話  | 哀しく沈むように〜con melancolia〜  | 渡邊麻實   | 須藤典彥 | 岡崎幸男 | 櫻井木之實 | 12月30日        |
| 第9話  | 愛しさを込めて〜con amore〜         | 金月龍之介 | 誌村宏明 | 誌村宏明 | 牛島勇二   | 2003年 1月6日   |
| 第10話 | やさしさを持って〜con grazia〜      | 渡邊麻實   | 須藤典彥 | 須藤典彥 | 池田裕治   | 1月13日         |

## 外部連結
- PIANO（Kids Station的介紹頁面）（日語）